# Финцельберг
Финцельберг (нем. Vinzelberg) — бывшая коммуна в Германии, в земле Саксония-Анхальт. Население составляет 288 человек (на 31 декабря 2006 года). Занимает площадь 5,61 км². С 29 апреля 2010 года является частью города Штендаль.

## Как коммуна
Входила в состав района Штендаль. Подчинялась управлению Штендаль-Ухтеталь. Официальный код — 15 3 63 123.